# Ольдржих

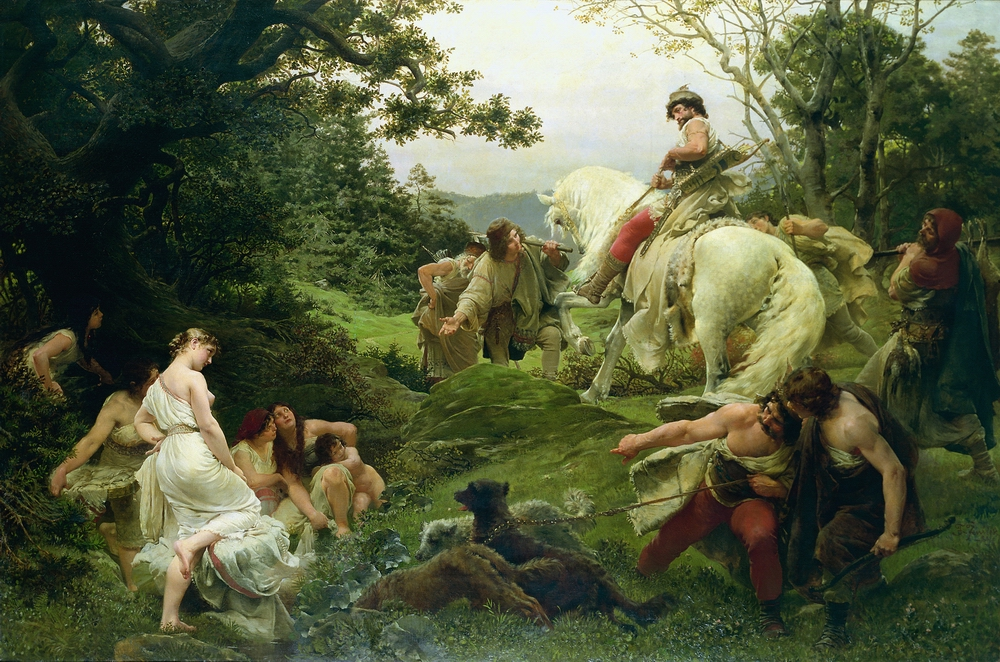
Франтишек Женишек. Ольдржих и Божена

Ольдржих (чеш. Oldřich; умер 9 ноября 1034) — князь Чехии с 1012 по 1034 год из династии Пржемысловичей. За время его правления в Чехии завершился период упадка и началась консолидация страны; была возвращена Моравия, ранее захваченная Польшей.

## Биография
Ольдржих был третьим сыном князя Болеслава II и его супруги, Эммы Чешской.
После конфликта со своим старшим братом Болеславом III, Ольдржих вместе с матерью и с братом Яромиром в 1001 году бежал из Чехии в Регенсбург. В 1004 году он вместе с Яромиром возвратился на родину.

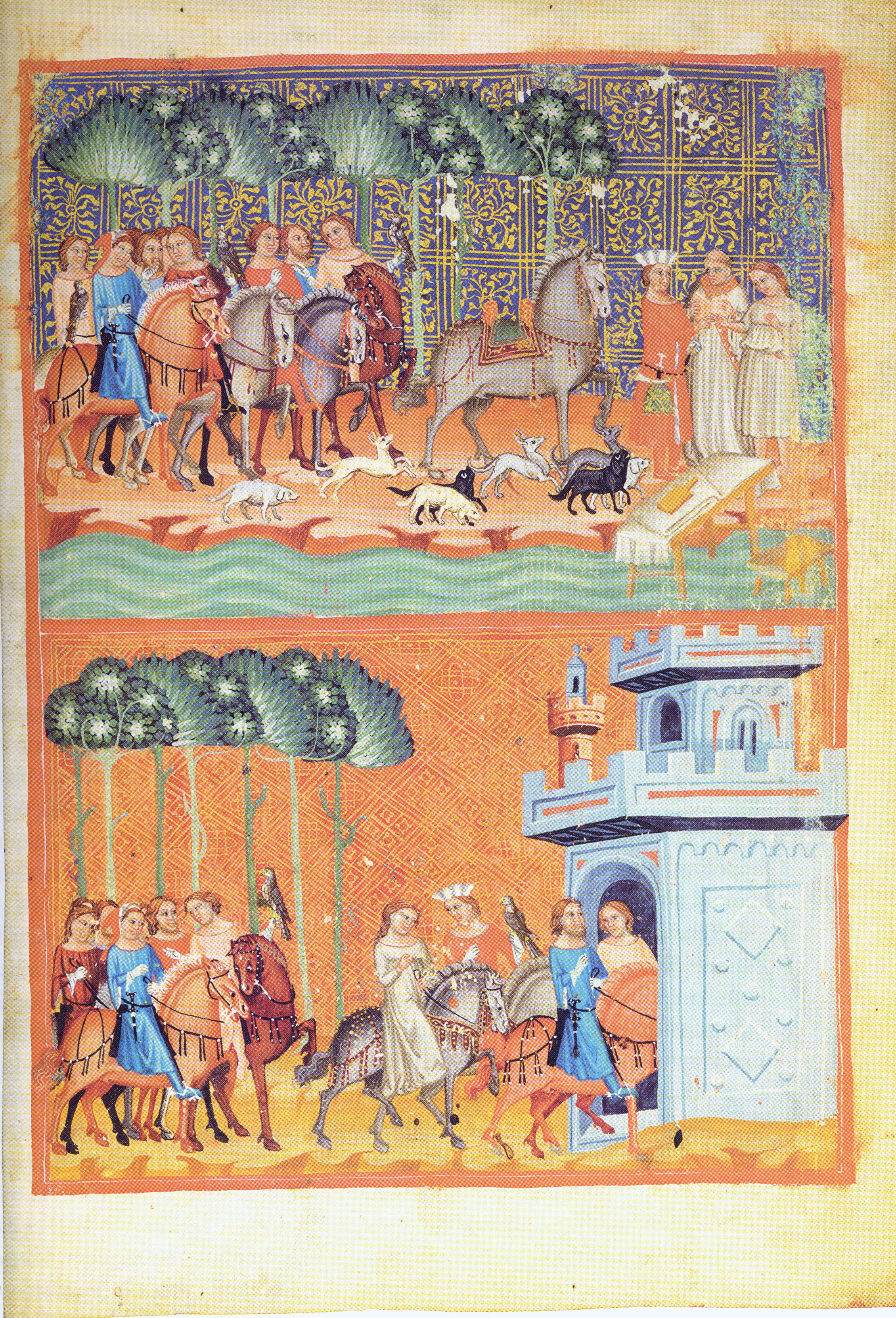
Ольдржих и Божена в Далимиловой хронике

12 мая 1012 года Ольдржих при поддержке императора Священной Римской империи Генриха II сверг брата и провозгласил себя князем Чехии, при этом признав верховную власть Священной Римской империи. Впрочем, за годы своего правления Ольдржих неоднократно пытался освободиться от этой зависимости.
Чехия, пережившая до этого ряд неспокойных лет, была без труда объединена и замирена новым князем. В 1014 году Ольдржих одолел оппозицию среди части аристократии. Казнены были преимущественно представители рода Вршовцев, главных конкурентов Пржемысловичей в обладании княжеским престолом.

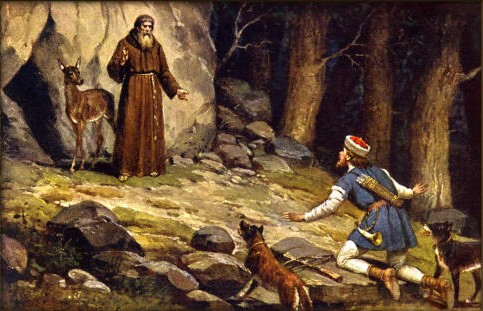
Йозеф Матхаузер. Князь Ольдржих встречается с пустынником Прокопием

В 1019 году была отвоёвана захваченная Польшей Моравия. Правление возвращёнными областями было поручено сыну Ольдржиха, Бржетиславу I. Дед Ольдржиха, Болеслав I, проводивший завоевательную политику, присоединил к Чехии значительные территории на севере и востоке, затем утраченные. Однако подобный воинственный курс для Чехии начала XI столетия ввиду появления на её границах сильных соседей — Польши и Венгрии — оказался невозможным, и Ольдржих отправил оказавшихся «лишними» воинов и чиновников во вновь приобретённую Моравию. Начиная с этого времени, Чехия и Моравия неразрывно связаны друг с другом и составляют основную часть Чешского государства.
Ольдржих был женат, однако имя его жены остаётся неизвестным. Детей в этом браке не было. Для продолжения династии Ольдржих взял себе вторую жену, Божену, ставшую матерью Бржетислава I. Согласно «Чешской хронике» Козьмы Пражского, Божена была крестьянской дочерью, которую князь увидел, возвращаясь с охоты, стирающей бельё. Взяв Божену, Ольдржих не развёлся и со своей первой женой.
В 1033 году Ольдржих был вызван в Мерзебург на императорское собрание, однако туда не поехал. В ответ на это сын императора Конрада II Генрих (будущий император Генрих III) приказал схватить Ольдржиха и сместил его с чешского престола, утвердив новым князем Яромира. Однако вскоре Ольдржих был помилован, вернулся в Чехию, захватил Яромира в плен и ослепил. Ольдржих также изгнал из Моравии своего сына Бржетислава I, которому эту страну пожаловал в лен император. Вскоре, однако, Ольдржих скончался.

## Отражение в культуре
История романтической любви чешского князя Ольдржиха и простой девушки Божены была ещё со времён Средневековья излюбленной темой в литературе, живописи и музыке. Наиболее значительными среди этих памятников являются:
- Далимилова хроника, XIV век
- Ольдржих и Божена — известное стихотворение чешского поэта Йозефа Юнгмана, 1806
- Ольдржих и Божена — Опера чешского композитора Франтишека Шкроупа, впервые поставлена в 1828.
- Ольдржих и Божена — Увертюра Бедржиха Сметаны, 1863.
- Ольдржих и Божена — Монументальная картина Франтишека Женишека, 1884, (издавалась также как цветная репродукция)
- Ольдржих и Божена — Кинофильм Отакара Вавры, 1984.